# Tour of Elk Grove
Il Tour of Elk Grove (it. Giro di Elk Grove) è stata una corsa a tappe di ciclismo su strada maschile che si svolgeva in Illinois, negli Stati Uniti, ogni anno ad agosto. Era inserito nel calendario dell'UCI America Tour classe 2.2.

## Albo d'oro
Aggiornato all'edizione 2013.
| Anno | Vincitore           | Secondo               | Terzo                |
| ---- | ------------------- | --------------------- | -------------------- |
| 2005 | Hilton Clarke       | Christian Vande Velde | Gordon Fraser        |
| 2006 | Hilton Clarke       | Charles-Bradley Huff  | José Alejandro Acton |
| 2007 | Nathan O'Neill      | Michael Friedman      | Timothy Duggan       |
| 2008 | David Veilleux      | Hilton Clarke         | Tom Zirbel           |
| 2009 | Karl Menzies        | Brent Bookwalter      | Tom Zirbel           |
| 2010 | Jonathan Cantwell   | David Veilleux        | Karl Menzies         |
| 2011 | Luis Alberto Romero | Robert Sweeting       | Chad Haga            |
| 2012 | François Parisien   | John Murphy           | Andy Jacques-Maynes  |
| 2013 | Elia Viviani        | John Murphy           | Michael Friedman     |